# Holger Klemme
Holger Klemme (* 2. Mai 1952) ist ein deutscher Spielerberater und -vermittler im Profifußball. Er gilt als Vorreiter dieses Berufsbilds in Deutschland. Die Zeitung Die Welt bezeichnete ihn als „Erfinder des modernen Spieleragenten“, der in den 1980er Jahren „die Bundesliga regelrecht aufgemischt“ habe. Das Nachrichtenmagazin Der Spiegel stufte ihn 1983 als „Gestalt der Liga“ und als „der Bundesliga erfolgreichster Spieler-Manager“ ein.

## Werdegang
Der aus Bad Godesberg stammende Klemme studierte Psychologie, Politikwissenschaft und Betriebswirtschaftslehre. Als Fußballspieler war er Libero beim Amateurverein RSV Bösingfeld. Laut Der Spiegel war er „Sohn und Juniorpartner eines Gleisbau-Unternehmers“. 1977 trat er erstmals als Berater eines Berufsfußballspielers auf, als er für den ihm seit Jugendtagen bekannten Norbert Nigbur Vertragsverhandlungen führte. Laut der Fußballzeitschrift 11 Freunde war Klemme damit „der erste Spielerberater“.
1978 war er am Zustandekommen des Wechsels von Horst Hrubesch zum Hamburger SV beteiligt. 1980 vermittelte Klemme Rudi Völler an 1860 München und war auch in den folgenden Jahren als Berater des Stürmers tätig, für den er laut Der Spiegel bei Werder Bremen auch durch den Schachzug, das Angebot eines italienischen Vereins einzuholen, ein höheres Gehalt erzielte. 1984 endete die Zusammenarbeit zwischen Klemme und Völler zunächst, später vermittelte er ihn an Bayer Leverkusen.
Weitere Spieler, die Klemme beriet, waren neben anderen Klaus Allofs, Thomas Allofs, Jimmy Hartwig, Lutz Eigendorf, Andreas Brehme, Jürgen Groh, Ralf Falkenmayer, Cha Bum-kun, Dieter Eckstein, Norbert Meier.
Laut Andreas Hocks Buch „Ein Spiel dauert 90 Millionen: Wie der Kommerz unserem Fußball die Seele raubt“ war es Klemme, „der den Beruf des Beraters 1983 gewissermaßen legitimierte“. Da die Spielervermittlung („Maklertätigkeit“) zunächst als „Verstoß gegen das Vermittlungsmonopol der Bundesanstalt für Arbeit“ eingestufte wurde und der Deutsche Fußball-Bund laut Hock geprüft hatte, Klemme „wegen illegaler Arbeitsvermittlung“ zu belangen, habe Klemme bei einer Nürnberger Behörde die Legalisierung der Tätigkeit erreicht, schreibt Hock.
Die Zeitschrift 11 Freunde schätzte ihn als „Lautsprecher und Lebemann“ ein, Klemme habe „gern Wohlstand und Lebensart herzeigt wie die jungen Aufsteiger aus seinem Kundenkreis“, schrieb Der Spiegel. Klemme selbst ordnete seine Bedeutung als Spielerberater mit dem Satz „Ich bin die Nummer eins, zwei und drei der Bundesliga“ ein. Die Fachzeitschrift Kicker nannte ihn den „Ecclestone der Bundesliga“, N-tv bezeichnete ihn als eine „der schillerndsten Figuren in dieser Szene“, in der Stuttgarter Zeitung wurde Klemme als „geschäftstüchtige[r] Lebenskünstler“ eingestuft. Der ehemalige Fußballmanager Michael Meier sagte 2013, es habe zeitweise unter Bundesligavereinen eine Vereinbarung bestanden, nicht mit manchen Spielerberatern zusammenzuarbeiten, darunter Klemme, den Meier als „berüchtigt“ bezeichnete.
Nach einem vielbeachteten Auftritt in der ZDF-Sendung Aktuelles Sportstudio im November 1983, bei dem Klemme dem Hamburger Abendblatt zufolge „den Nerv einer ganzen Branche“ traf, beschrieb ihn dieselbe Zeitung als „Konfetti-Mann, bunt und schillernd“. Klemme sei „ein hellwacher Typ, ein Artist in Psychologie, ein kleiner Freud für Fußball, ein Virtuose auf der Tastatur freundlicher Seelen“. Klemme hatte in der Sendung Kritik am Deutschen Fußball-Bund geäußert, der DFB forderte daraufhin die Bundesligavereine auf, dem Spielerberater keinen Zutritt zu den Stadien mehr zu gewähren. Auf diese Weise habe der DFB laut Hamburger Abendblatt versucht, „einen unbequemen und ungeliebten Außenseiter auszubooten.“ Bereits zuvor hatte Klemme den DFB öffentlich kritisiert und unter anderem als „Papiertiger“ und „Flaschensammlung“ bezeichnet. Gegen Klemmes Behauptung, DFB-Justitiar Götz Eilers und DFB-Ligasekretär Wilfried Straub hätten vor der Weltmeisterschaft 1982 „für die Versicherung von Nationalspielern Provisionen kassiert“, gingen die beiden DFB-Mitarbeiter mit einer einstweiligen Verfügung vor. Das Landgericht Frankfurt urteilte im Mai 1984, Klemme müsse die Behauptung widerrufen. Laut Sport-Informations-Dienst drohte ihm bei einer öffentlichen Wiederholung der Aussage eine Geldstrafe von 500 000 D-Mark oder sechs Monate Haft. Ende Januar 1985 kam es zwischen Klemme und Willi Lemke (Manager von Werder Bremen) in der WDR-Sendung Ich stelle mich zu einem Streitgespräch, in dem Klemme laut Hamburger Abendblatt „unglaubliche Vorwürfe“ gegen Lemke erhob. Die Bundesliga-Bosse seien nach der Sendung „einhellig empört“ gewesen, schrieb Der Spiegel. Lemke sagte unmittelbar nach der Sendung, er sei „voll auf die Schnauze gefallen“ und der Bild 31 Jahre nach dem Streitgespräch, Klemme habe ihn „so ausgezählt, dass ich nicht mehr wusste, wo ich war“.
Ab 1987, als Klemmes Klient Klaus Allofs zu Olympique Marseille wechselte, war er auch auf dem französischen Markt tätig, im Laufe der 1990er zog sich Klemme aus der Öffentlichkeit zurück und ließ sich 1998 in Südfrankreich nieder. Er war unter anderem an der Umsetzung des Wechsels von Franck Ribéry zum FC Bayern München beteiligt. Mit Stand September 2009 wurde Klemme beim Deutschen Fußball-Bund noch als lizenzierter Spielervermittler geführt.